# Museo de la Palabra y la Imagen
El Museo de la Palabra y la Imagen de El Salvador (MUPI) está localizado en la ciudad de San Salvador en El Salvador. Es una iniciativa ciudadana dedicada a la preservación, rescate e investigación de elementos relacionados con la historia y la cultura de El Salvador.

## Historia
Fue fundado por Carlos Henríquez Consalvi, conocido como Santiago. Comenzó a funcionar con el acervo sonoro e impreso de la producción de Radio Venceremos.
Con la presentación del libro Luciérnagas en El Mozote, en junio de 1996 en La Luna Casa y Arte, lanzó su primera campaña permanente "Contra el caos de la desmemoria". Surge como una iniciativa sin local ni ubicación propia, inicialmente se plantea como un proyecto ambulante hasta que en 2005 pasa a un local casa, en la 27 Avenida Norte de la Urbanización La Esperanza, en San Salvador.

## Descripción
Posee información, archivos e investigaciones de sucesos que marcaron la historia contemporánea del país, y en ese sentido resguarda material sobre el conflicto armado de El Salvador, la insurrección y matanza de 1932. Así como todo un acervo de fotos, audios, videos, publicaciones, pinturas y dibujos, periódicos, manuscritos y libros acerca de personajes del país como Salarrué, Claudia Lars, Roque Dalton, María de Baratta, Hugo Lindo, Pedro Geoffroy Rivas o el legado fotográfico de Óscar Arnulfo Romero con imágenes de los años cincuenta.  Posee una audioteca de las transmisiones de Radio Venceremos y Radio Farabundo Martí. Además, ha realizado exhibiciones sobre las comunidades indígenas, la obra pictórica de Maya Salarrué, imágenes del fotoperiodista Richard Cross, bordados con la memoria femenina del exilio en los refugios, la obra poética de Liliam Jiménez y los rescatados dibujos de Carlos Cañas. Cuenta con una sala de ventas con sus publicaciones como libros, revista Trasmallo, audiovisuales; postales, y uno de los juegos didácticos más famoso y reconocido es el juego didáctico "Los Izalcos".
Dentro de las exposiciones que ha presentado el museo se encuentra una sobre la vida de  Prudencia Ayala (1885-1936), un personaje que el MUPI, ha rescatado de la invisibilidad desde sus inicios en los años noventa. Fue una escritora, activista social, que escandalizó a la sociedad salvadoreña de los años treinta, con la osadía de intentar postularse a la Presidencia de la República de El Salvador, cuando las mujeres aún no tenían derechos ciudadanos. Sobre Prudencia Ayala, se publicó una investigación sobre sus distintas experiencias como escritora y activista política en formato de historieta "Prudencia Ayala Presidenta", asi como la exposición y dibujos animados con el mismo nombre. En 2023, el MUPI junto a ediciones AmateVos, publicó el libro "Escible", el cual la autora había publicado en 1919 con el nombre de "Escible, aventuras de un viaje a Guatemala, 1919". En 2025, el escultor estadounidense Keith Andrews y la escultora salvadoreña Ana Besy Salguero realizaron la escultura "Prudencia Ayala y la niña", la cual se encuentra en la terraza de la entrada del museo o "Plaza de las esculturas", que convive junto a la obra escultórica  "El Quijote de la Mancha y Sancho Panza", donada al MUPI por la familia de Alfredo Melara Farán (1911-2000), de Atiquizaya. En esa plaza de las esculturas también, se encuentra una escultura donada por Verónica Vides, la araña Barba Roja, donada en 2025.  
Mantiene en su sede exposiciones sobre sucesos en la historia, a junio de 2025: "1932", "Romero Voz y Mirada" fotografías de los años cincuenta del archivo personal de Monseñor donadas en 2010, "Salarrué, Himantara Diana Xitrán" pinturas inéditas del artista, "Los 80 en Blanco y Negro" de Giovanni Palazzo, "Bitácora Guanaca" de Francisco Rada, "De la guerra a la paz", "Radio venceremos"; "Historias Bordadas" Chalatenango, "Más tiempo que vida" de KT Alexander, "Mitos y Leyendas de Chalatenango, bordados" realizados por niños, niñas y jóvenes de Chalatenango. 

## Reconocimientos
Destaca por su programa educativo que en 2010 recibió el Premio Iberoamericano Educación y Museos. Fue seleccionado para representar a El Salvador en Cartagena (Colombia), en la 2.º Edición del Premio Iberoamericano de Educación en Derechos Humanos Óscar Arnulfo Romero de 2017. En 2019 fue condecorado por la Alianza de Civilizaciones de las Naciones Unidas, en España, por la iniciativa “Escuelas de Paz”. En 2020 fue uno de los 20 proyectos seleccionados en el 11.° Premio Ibermuseos de Educación. El 19 de julio de 2025 el Centro Español en El Salvador le entregó su máximo galardón, La Cruz de Santiago.